# Contea di Edmunds
La contea di Edmunds ( in inglese Edmunds County ) è una contea dello Stato del Dakota del Sud, negli Stati Uniti. La popolazione al censimento del 2000 era di 4 367 abitanti. Il capoluogo di contea è Ipswich.